# Turek (gemeente)
De gemeente Turek is een landgemeente in het Poolse woiwodschap Groot-Polen, in powiat Turecki.
De zetel van de gemeente is in Turek.
Op 30 juni 2004 telde de gemeente 7404 inwoners.

## Oppervlakte gegevens
In 2002 bedroeg de totale oppervlakte van gemeente Turek 109,42 km², waarvan:
- agrarisch gebied: 69%
- bossen: 24%

De gemeente beslaat 11,77% van de totale oppervlakte van de powiat.

## Demografie
Stand op 30 juni 2004:
| Omschrijving                   | Totaal | Totaal | Vrouwen | Vrouwen | Mannen | Mannen |
| ------------------------------ | ------ | ------ | ------- | ------- | ------ | ------ |
| eenheid                        | aantal | %      | aantal  | %       | aantal | %      |
| inwoners                       | 7404   | 100    | 3701    | 50      | 3703   | 50     |
| bevolkingsdichtheid (inw./km²) | 67,7   | 67,7   | 33,8    | 33,8    | 33,8   | 33,8   |

In 2002 bedroeg het gemiddelde inkomen per inwoner 1209,13 zł.

## Aangrenzende gemeenten
Brudzew, Dobra, Kawęczyn, Malanów, Przykona, Tuliszków, Turek, Władysławów